# عایشه بنت عیسی مقدسی
عایشه بنت عیسی مَقدَسی (؟ -۱۲۹۸) (نسب: عایشه بنت عیسی بن احمد) بانوی محدث فلسطینی در سدهٔ هفتم هجری بود. از پدربرزگش موفق‌الدین و ابن راجح روایت نمود. شمس‌الدین ذهبی از شاگردانش بود.    

## منبع
1. ↑  ابن عماد حنبلی، عبدالحی (۱۹۸۶). شذرات الذهب. دمشق: دار ابن کثیر. تاریخ وارد شده در |سال= را بررسی کنید (کمک)
2. ↑  ابن حجر عسقلانی، احمد (۲۰۰۰). [[الدرر الکامنه]]. حيدرآباد: دائرة المعارف العثمانية. تاریخ وارد شده در |سال= را بررسی کنید (کمک); تداخل پیوند خارجی و ویکی‌پیوند (کمک)
3. ↑  کحاله، عمر رضا (۱۹۵۹). أعلام النساء فی عالمی العرب والإسلام. ج. ۳. بیروت: موسسة الرسالة. ص. ۱۸۴. تاریخ وارد شده در |سال= را بررسی کنید (کمک)